# 牧谷宇佐美
牧谷 宇佐美（まきたに うさみ、1980年5月1日 - ）は、北海道旭川市出身の元プロ野球選手（外野手）。右投右打。2010年より北海道日本ハムファイターズ・ベースボールアカデミーのコーチ（野球教室講師）を務めている。

## 経歴

### プロ入り前
小学校4年生の時に野球を始めると、小学校6年生の時には、軟式野球の全国大会へ出場した。中学校時代には、野球部に加えて、陸上部でも活動。2年生の時に、旭川市の大会で砲丸投の最長投擲記録を樹立している。
旭川実業高校への進学後は、投手として対外試合で20勝以上を記録。3年生の夏には、最速で145km/hの速球を投げることで注目されたものの、地区予選で旭川北高校に惜敗した。高校通算18本塁打を記録するなど、俊足強打の野手としても高い評価を受けていたが、在学中には春夏とも阪神甲子園球場の全国大会出場はならなかった。
1998年度ドラフト会議で、ヤクルトスワローズから2位で指名。投手として入団した。背番号は46。

### プロ入り後
1999年・2000年には投手で登録したが、一軍公式戦への登板機会はなかった。イースタン・リーグ公式戦では、2年間で通算11試合に登板。しかし、1勝2敗、防御率14.03という成績にとどまった。2000年までは、名前と同じ姓を持ち、同じ北海道出身の宇佐美康広もチームに所属していたため、混同されることがあった。
2001年には、高校時代から評価の高かった身体能力を二軍監督の小川淳司に見込まれたことから、外野手に転向。転向直後は、イースタン・リーグ公式戦の打率が2割前後で推移するなど、打撃の確実性が課題とされていた。
2002年からは、背番号を64に変更した。
2004年以降は、打率が2割8分前後と安定。同年のイースタン・リーグ公式戦では、2試合連続でサヨナラ安打を放った。
2005年には、オープン戦で、プロ入り後初めて一軍を経験。しかし、3打数無安打という結果に終わったばかりか、一軍公式戦への出場機会もなかった。その一方で、イースタン・リーグ公式戦では、打率.287、2本塁打、6盗塁を記録した。
2006年には、イースタン・リーグ公式戦で打率.286、6本塁打、7盗塁という好成績を残した。一軍では、公式戦の出場には至らなかったものの、練習に何度も呼ばれている。
2007年には、イースタン・リーグ公式戦で自己最多の95試合に出場。主力打者として、リーグ最多の96安打、自己最多の9本塁打を放ったほか、リーグ2位の10盗塁・51打点、打率.279を記録した。しかし、一軍への昇格は見送られた。
2008年には、6月22日にプロ入り後初めての出場選手登録を果たすと、翌23日の対オリックス・バファローズ戦（神宮球場）7回裏1死満塁に、代打で一軍デビューを果たした。NPB所属10年目での一軍公式戦初出場は、ドラフト制度が導入された1965年以降では、自身と同じく投手から外野手に転向した渡辺政仁の12年目に次ぐ遅い記録である。しかし、この打席で空振り三振を喫すると、7月1日の対読売ジャイアンツ戦でも代打で凡退。同月3日に登録を抹消されると、一軍に復帰できないままシーズンを終えた。なお、イースタン・リーグ公式戦では、前年に続いて打線の主軸として活躍。81試合の出場で打率.279、5本塁打、42打点という成績を残す一方で、リーグ最多の12併殺を記録した。
2009年には、イースタン・リーグ公式戦で自身初の打率3割（.311）、4本塁打。30打点を記録したが、2年連続の一軍昇格はならなかった。10月1日に球団から戦力外通告を受けたことを機に、現役を引退。

### 現役引退後
引退後は翌2010年より、地元球団・北海道日本ハムファイターズの職員として、同球団が運営するベースボールアカデミーのコーチ（野球教室講師）を務めている。2010年末に、引退後に知り合った女性と結婚。
2025年3月、出身地にある旭川ビースターズ（北海道ベースボールリーグ）の「地域共創アドバイザー」に就任した。

## 詳細情報

### 年度別打撃成績
| 年 度     | 球 団     | 試 合 | 打 席 | 打 数 | 得 点 | 安 打 | 二 塁 打 | 三 塁 打 | 本 塁 打 | 塁 打 | 打 点 | 盗 塁 | 盗 塁 死 | 犠 打 | 犠 飛 | 四 球 | 敬 遠 | 死 球 | 三 振 | 併 殺 打 | 打 率 | 出 塁 率 | 長 打 率 | O P S |
| --------- | --------- | ----- | ----- | ----- | ----- | ----- | -------- | -------- | -------- | ----- | ----- | ----- | -------- | ----- | ----- | ----- | ----- | ----- | ----- | -------- | ----- | -------- | -------- | ----- |
| 2008      | ヤクルト  | 2     | 2     | 2     | 0     | 0     | 0        | 0        | 0        | 0     | 0     | 0     | 0        | 0     | 0     | 0     | 0     | 0     | 1     | 0        | .000  | .000     | .000     | .000  |
| 通算：1年 | 通算：1年 | 2     | 2     | 2     | 0     | 0     | 0        | 0        | 0        | 0     | 0     | 0     | 0        | 0     | 0     | 0     | 0     | 0     | 1     | 0        | .000  | .000     | .000     | .000  |

### 記録
初記録
- 初出場：2008年6月23日、対オリックス・バファローズ4回戦（明治神宮野球場）、7回裏に松岡健一の代打で出場
- 初打席：同上、7回裏に菊地原毅から空振り三振

### 背番号
- 46 （1999年 - 2001年）
- 64 （2002年 - 2009年）